# Albert Schweitzer
Ludwig Philipp Albert Schweitzer (født 14. januar 1875, død 4. september 1965) var en alsacisk organist, teolog, læge, filosof, pacifist og vegetar. Han modtog i 1953 Nobels Fredspris for året 1952 for sit virke som læge i Afrika. 
Som musiker er han særlig kendt for sin bog om J.S. Bach, med indgående diskussion af symbolik i og fortolkning af Bachs orgelværker, især koralpræludierne. 
Som organist var han elev af Charles-Marie Widor, og selv om han var tidlig fortaler for fremførelse af Bachs orgelværker på dertil egnede historiske instrumenter, var hans egne fremførelser prægede af den franske, senromantiske stil. 
Som teolog er han kendt for en studie over Den historiske Kristus.
Som læge søgte han at skabe et afrikansk hospital (Lambaréné), der kunne opretholdes og videreføres af indfødte kræfter, uden afhængighed af importerede, højteknologiske virkemidler. Dette førte til en del kritik i slutningen af hans liv.
Albert Schweitzer blev født i Kaysersberg i Øvre-Elsass, men et halvt år efter sin fødsel, flyttede familien til byen Gunsbach i Alsace hvor Schweitzer boede, og et stykke oppe ad en bakke, som byen ligger op ad, og et godt stykke oppe over byen, havde han en groft udført udsigtsbænk. Bænken er der stadig, og når man sidder på bænken har man ikke kun udsigt over den lille by, men man kan også høre næsten alt hvad der foregår, selv døre der knirker.

## Eftermæle
Det Østrigske Albert Schweitzer-selskab, som blev stiftet i 1984, er en NGO opkaldt efter Schweitzer, der arbejder med udviklingsarbejde. Organisationen har hovedsæde i Østrig.

## Trivia
- Hans museum er beliggende i Kaysersberg.

## Citater
| Citat | Sandt etisk er et menneske kun, når det redder alt liv, som det kan hjælpe, og undlader at skade noget levende. Livet er i sig selv helligt. Etik er det til det grænseløse udvidede ansvar mod alt, som lever. | Citat |
|       | |       |